# Bhimdhunga
Bhimdhunga (nep. भीमढुंगा) – gaun wikas samiti w środkowej części Nepalu w strefie Bagmati w dystrykcie Katmandu. Według nepalskiego spisu powszechnego z 2001 roku liczył on 536 gospodarstw domowych i 2622 mieszkańców (1298 kobiet i 1324 mężczyzn).